# Army of Two (computerspel)
Army of Two is een third-person shooter ontwikkeld door EA Montreal voor de PlayStation 3 en Xbox 360. Het spel is uitgegeven door Electronic Arts en kwam in Europa op 7 maart 2008 uit. De speler speelt mee als lid van een privé militaire organisatie. Samen met zijn teammaat (computergestuurd of door een andere speler) nemen ze het op tegen een wereldwijde samenzwering. Per missie kan de speler zijn wapenarsenaal bepalen.

## Ontvangst
| Beoordeeld door    | Platform      | Datum         | Score |
| ------------------ | ------------- | ------------- | ----- |
| Game Chronicles    | Xbox 360      | 29 maart 2008 | 87%   |
| Extreme Gamer      | PlayStation 3 | 13 maart 2008 | 87%   |
| Cheat Code Central | Xbox 360      | 2008          | 84%   |
| Play Magazine      | Xbox 360      | 2008          | 80%   |
| HardGamers         | Xbox 360      | 18 maart 2008 | 80%   |
| GamePro (USA)      | Xbox 360      | 4 maart 2008  | 80%   |
| Game Revolution    | Xbox 360      | 18 maart 2008 | 75%   |
| GameSpy            | Xbox 360      | 7 maart 2008  | 70%   |
| PSX Extreme        | PlayStation 3 | 14 maart 2008 | 68%   |
| 1UP                | Xbox 360      | 5 maart 2008  | 67%   |